# Idiocera antilopina
Idiocera antilopina là một loài ruồi trong họ Limoniidae. Chúng phân bố ở miền Cổ bắc.